# 韩天石
韩天石（1914年3月—2010年7月20日），曾名韩麟祥，奉天沈阳人，中华人民共和国政治人物。

## 生平
早年参加一二·九运动，后组建成都民先总队，任总队长；后被捕，经地下党营救获释。抗日战争期间，担任中共成都市委书记、中央青委秘书长。1948年，出任佳木斯市市委书记。1951年，改任中共鞍山市委书记。1979年后，担任云南省建委副主任、中共云南省委副书记。同年调任北京大学任党委书记。1987年，任中顾委委员。